# Heinrich Blank (Ruderer)
Heinrich Blank (* im 20. Jahrhundert) ist ein ehemaliger deutscher Rudersportler.
Heinrich Blank stammt aus Mannheim. Da er sich von Jugend an für den Rudersport interessierte, wurde er Mitglied im Mannheimer Ruderverein Amicitia von 1876. Hier ruderte er vor allem im Mannheimer Achter. Da er schon früh zu den Leistungsträgern seines Vereins gehörte, wurde er auch bald in nationalen Wettbewerben eingesetzt. Mit dem Vereinsachter des Mannheimer Rudervereins Amicitia nahm er an den Deutschen Rudermeisterschaften 1953 teil, bei dem sein Boot in der Besetzung Klaus Tochtermann, Dieter Kempf, Paul Debritz, Siegfried Kuhlmey-Becker, Manfred Bartholomä, Walter Salzmann, Rolf Alles, Heinrich Blank und Steuermann Hans Bichelmeier den ersten Platz und damit den Meistertitel erruderten.
Diesen Erfolg konnte der Achter des Mannheimer Rudervereins im folgenden Jahr 1954 wiederholen, wobei Heinrich Blank erneut im Boot mitruderte und so wieder Deutscher Meister im Achter wurde.
Für den Gewinn der Deutschen Meisterschaft im Rudern(Achter) wurden er und die Mannheimer Meistermannschaft am 1. Dezember 1953 von Bundespräsident Theodor Heuss mit dem Silbernen Lorbeerblatt ausgezeichnet.